# 恐眠症
恐眠症（きょうみんしょう、英:Hypnophobia）は、眠ることに対する不合理で過剰な恐怖を抱く現象である。寝台恐怖症や睡眠恐怖症と呼ばれることもある。これは、眠ることでコントロールのできない状態になったり、悪夢を繰り返し見ることへの不安や、「寝る時間を作業に充てられたのではないか」と恐怖に駆られる。英語のHypnophobiaの接頭語Hypnoは、ギリシャ語で眠りを意味するhypnosから来ている。
治療法については、「恐眠症#治療」を参照。

## 原因
恐眠症の原因となりうるものとして、睡眠に対して恐怖を抱いている人を見ることや、引き金となる出来事をテレビで見たり直接的に目撃することが挙げられる。

## 一般的な症状
一般的に、恐眠症には身体に影響を及ぼす症状がたくさんある。 これらの症状は、患者の身体と精神の両方に影響しうる。 睡眠のことを話したり考えたりするだけで不安を覚える患者も多い。 恐眠症は、不安障害に比較的よく認められる症状の一つであるが、治療は困難である。
- 呼吸促迫
- 息切れ
- 錯乱
- 発汗
- パニック・恐怖
- 眠気
- 口の渇き
- 傾眠状態
- 振戦
- 不整脈
- 悪心[3]

症状やその発現は患者によって異なる。処方薬は色々あるが、副作用や離脱症状は重度となる場合がある。 また、処方薬はこの病状を完治させるものではなく、一時的に症状を抑えるに過ぎない。

## 診断
恐眠症の原因は、完全には明らかになっていない。患者の大多数は、何度も悪夢を見ることが原因だと主張する 恐眠症は、根底にあるうつ病や不安障害のサインの可能性がある。。また、トラウマとなる経験（自動車事故、火事、自然災害など）によって引き起こされることもある。 喫煙時に眠りに落ち、気がつくと火事になっていた、というような睡眠に伴うトラウマ的経験により発症することもある。

## 治療
他の恐怖症同様、不安が恐怖を促進することがある。 恐眠症治療のカギは、不安を軽減するか、完全に取り除くことだ。 瞑想やヨガにより治療効果が増進するケースもある。 寝ている間の不安感から恐眠症を発症するような場合には、信頼のおける誰かに隣や近くに寝てもらうことが推奨される。そのことで寝ている間に何も起こらないことを保証してもらえる。
認知療法は、ほとんどの不安障害治療に幅広く用いられている。 また認知療法は、患者が特定の状況そのものではなく、その状況の結果として起こることに恐怖を抱いているケースの恐眠症の治療に特に効果的だと考えられている。 認知療法の最終的な目標は、恐れているものに対する歪んだ考え方や誤解を修正することである。このような考えを正すことで、不安を減らし、特定の状況を避けないようにする。
「特定の恐怖症#治療」も参照。